# Arbois
Arbois is een gemeente in het Franse departement Jura in de regio Bourgogne-Franche-Comté. De gemeente telde op 1 januari 2022 3.146 inwoners, die Arboisiens worden genoemd. Arbois maakt deel uit van het arrondissement Lons-le-Saunier.
Arbois is het centrum van de wijnbouw in Jura en heeft 900 ha aan wijngaarden. Jaarlijks, ter gelegenheid van de druivenoogst, wordt op de feestdag van de heilige Justus van Lyon het feest van Biou gevierd.
Louis Pasteur woonde in zijn jeugd in Arbois. Het huis waar hij woonde is omgevormd tot een museum.

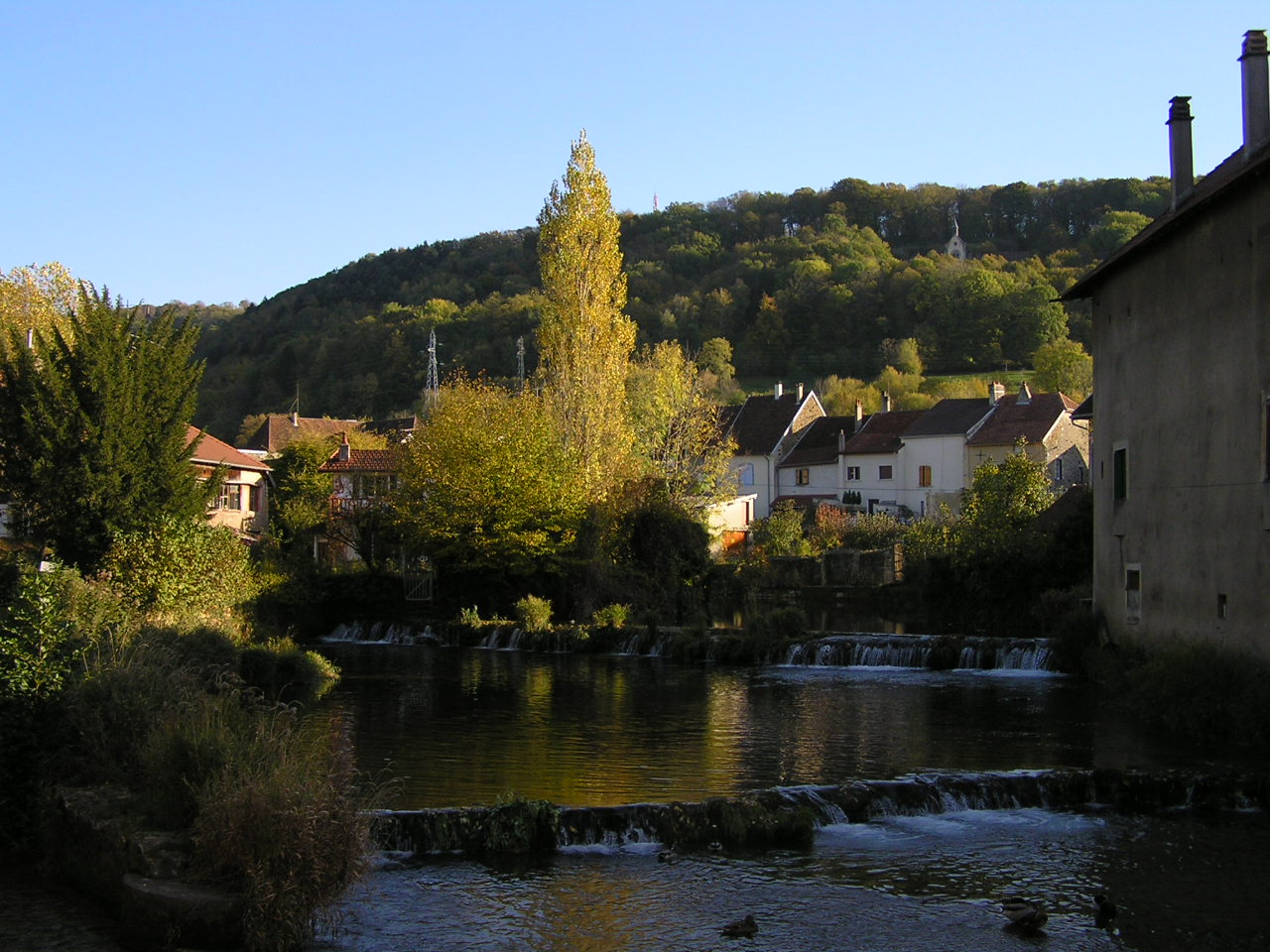
Arbois met de rivier Cuisance

## Geschiedenis
Van 1270 tot 1674 was Arbois versterkt door vestingmuren. Een overblijfsel hiervan is de Tour Gloriette (13e eeuw). Er was ook een grafelijk kasteel. Aan de Eglise Saint-Just werd een weertoren gebouwd ter verdediging van invasies door het koninkrijk Frankrijk. Tot 1674 behoorde Arbois immers tot het vrijgraafschap Bourgondië en dus tot het Heilige Roomse Rijk.

## Geografie
De oppervlakte van Arbois bedroeg op 1 januari 2022 45,42 vierkante kilometer; de bevolkingsdichtheid was toen 69,3 inwoners per km². De Cuisance stroomt door de gemeente.
De onderstaande kaart toont de ligging van Arbois met de belangrijkste infrastructuur en aangrenzende gemeenten.

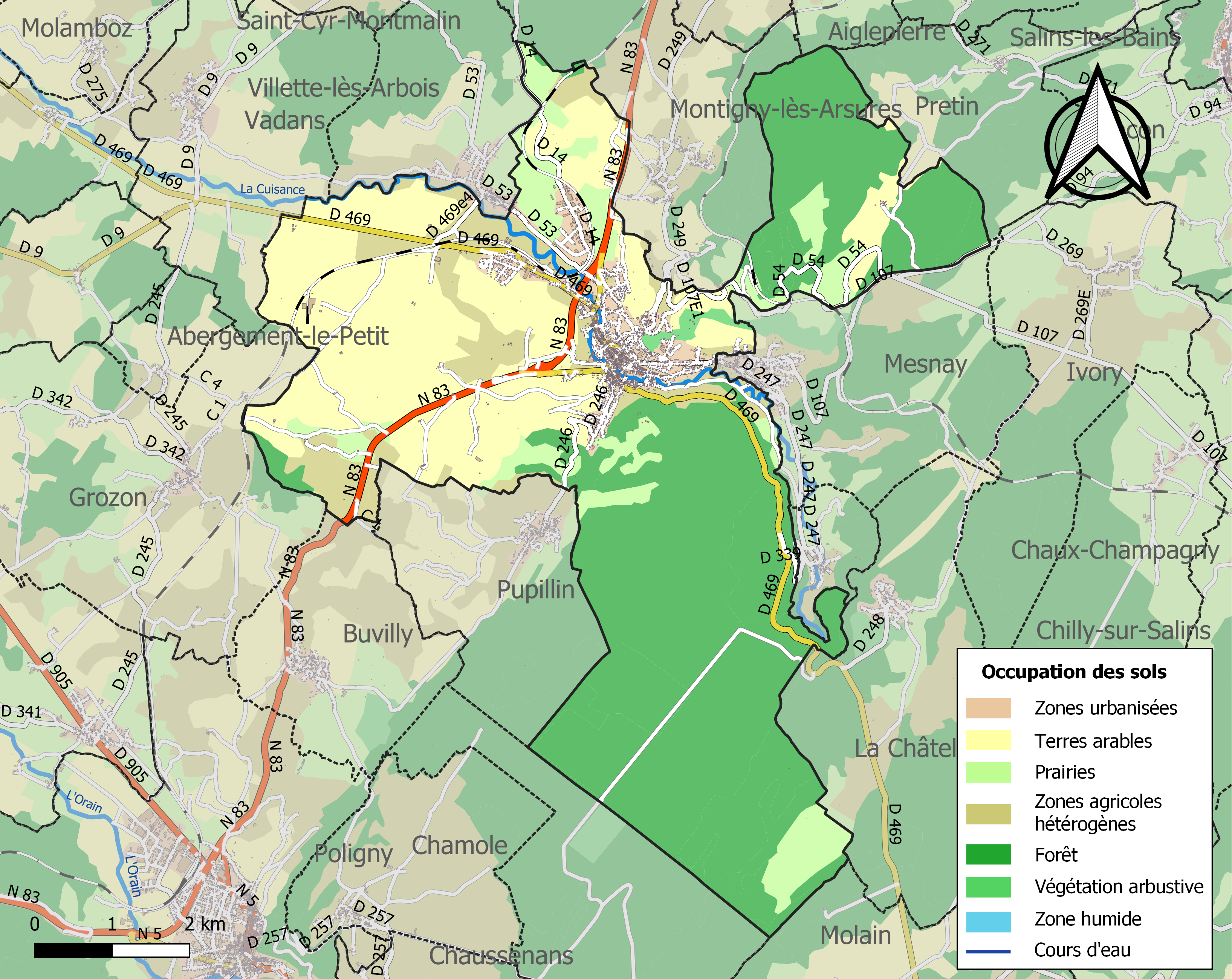

## Demografie
Onderstaande figuur toont het verloop van het inwonertal (bron: INSEE-tellingen).

## Verkeer en vervoer
In de gemeente staat het spoorwegstation Arbois.

## Bekende personen

### Overleden in Arbois
- Pierre de la Baume (1477-1544), laatste prins-aartsbisschop van Genève

## Trivia
Arbois wordt genoemd in het chanson 'Le dernier repas' (1964) van Jacques Brel: "(...) Et je veux qu'on y boive / En plus du vin de messe / De ce vin si joli / Qu'on buvait en Arbois."